# Писарово (област Плевен)
 Тази статия е за селото в Плевенска област.  За селото в Добричка област вижте Писарово (област Добрич).  
Писаро̀во е село в Северна България, област Плевен, община Искър. 

## География
Селото е разположено в котловина. Почвите в района са черноземни и много плодородни. Климатът е от умереноконтинентален с ясно изразени студена зима и много горещо лято.

## История
Селото е с дълга история, обявено е за населено място преди повече от 450 години. Името си носи от убитата жена през османска власт Пеца в местността Тульово. Пеца била заровена жива от турците в дълбок ров и първото име е било Пецин ров, а след това се е преименувало в Пецерово, а по-късно след освобождението се нарича Писарово. В селото живеят около 800 души. Църквата в селото носи името на св. Параскева.
По предания на жителите през 1908 г., от Балкана идва човек на име Стоянов, който се наема да построи църква с помощта на населението на селото. От село Ябланица идва поп Васил, който пръв оглавява църквата. В двора ѝ се построява и училище, но само за деца в предучилищна възраст. След поп Васил идва поп Петър, от с. Боженците, завършил семинария в град Самоков, който остава свещеник в селото, участва във войната 1912 – 1915 г. и отново се завръща в Писарово. По предание в село Писарово е имало училище още през последните години от османската власт, в дома на първия учител от селото – Цветко Лещарски.
Първото светско училище в Писарово е построено през 1884 г, където първи даскал е Тодор Ангелов Петров (1854г.-1894г.). През 1908 г. се взема решение да се построи ново, по-голямо училище, тъй като тогавашното се оказва малко за големия брой ученици. С активното участие на селяните през 1910 г. е завършено строителството на новото училище, което съществува и сега и носи името „Христо Ботев“.

## Икономика
Селското стопанство е основен отрасъл в икономиката на селото. Отглежданите култури в района са: пшеница, царевица, тикви, дини, пъпеши, както и традиционно отглежданите навсякъде пипер, домати, краставици, картофи, моркови и пр.
В селото има пощенска станция, предлагаща пълен набор от пощенски услуги. Работят и медицински център, кметство и няколко магазина, съществува и училище.
Селото има връзка с общинския център град Искър и с областния център Плевен 4 – 5 пъти дневно. Жителите използват и гарата в близкото село Горни Дъбник, намиращо се на 6 km североизточно от Писарово.

## Редовни събития
- На 2 май всяка година се провежда земеделски събор.
- През последната седмица на октомври се провежда ежегоден събор.

## Други
От 2005 г. в Писарово съществува певческа група „Незабравка“ която изпълнява незабравими песни. Групата се намира в читалище „Христо Ботев“ в което са изнесени многобройните награди на тази и предишната певческа група. През 1950 г. в селото е съществувала певческа група която изпълнява песни дълги години, но след няколко години прекъсване през 2005 г. е заменена от група „Незабарвка“.
От декември 2011 г. съществува и танцова група „Здравец“, в която участват жени от 20 до 55-годишна възраст. Групата е към читалище „Христо Ботев“ в селото. На 6 октомври 2012 г. читалището е домакин на преглед на любителското творчество в община Искър, в което танцова група „Здравец“ участва и получава много аплодисменти от публиката. Групата сама си прави танците поради липса на средства. Това не позволява да имат хореограф, но не се отказват да танцуват и за това пътуват до съседното село Горни Дъбник. Там идват 2 хореографи от Плевен, които ги приемат в тяхната група.
През 2009 г. е възстановен футболният отбор в селото.